# 于糜
于糜（？—？），東漢末年劉繇麾下將領。

## 生平
興平元年（公元194年），吳景、孫賁退守歷陽，劉繇派部將樊能、于糜在橫江駐軍，張英駐軍在當利口以防備他們。袁術知道後，任命以前的下屬惠衢為揚州刺史，任命吳景為督軍中郎將，與孫賁率軍攻打張英等人。徐琨也隨孫策領兵攻討打樊能、于糜等於橫江，擊張英於當利口。

## 三國演義中的于糜
三國演義中的于糜與孫策戰不到三回合就被生擒，後被孫策丟下時已經被挾死。